# ヒコロヒーのストロベリーワンピース
『ヒコロヒーのストロベリーワンピース』は、ヒコロヒーがパーソナリティを務めるラジオ番組。
GERA放送局にて配信されていた。

## 概要
2020年10月15日、放送開始。
2021年11月11日、Spotifyにて配信されている、GERA放送局のパーソナリティが担当する『お笑い芸人×音楽』に参加。
番組推奨ハッシュタグは『#ストロベリーワンピース』。
2024年12月26日配信回#213をもって終了。

## ゲスト
- つる（太陽の小町） - ＃7、＃8
- 向井慧（パンサー） - ＃28[3]
- 奇妙礼太郎 - ＃51

## スタッフ
- 構成：エレファントかさ増し
- 音声：山内[注 1]

## コーナー
- マッチングアプリ奮闘記
- ワシの職場の潟野郎
- そういうとこやで？
- ヒコロヒー大辞典
- わたしの周りの平子さん
- わたしの周りの森本サイダーくん